# Gundsø Kommune
Gundsø Kommune i Roskilde Amt blev dannet ved kommunalreformen i 1970. Ved strukturreformen i 2007 blev den indlemmet i Roskilde Kommune sammen med Ramsø Kommune.

## Tidligere kommuner
Gundsø Kommune blev dannet ved sammenlægning af 2 sognekommuner:
| Kommune              | Folketal 1. januar 1970 | Byer                               |
| -------------------- | ----------------------- | ---------------------------------- |
| Jyllinge-Gundsømagle | 2.923                   | Jyllinge og Gundsømagle            |
| Ågerup-Kirkerup      | 1.809                   | Store Valby, Ågerup og Gundsølille |
| I alt                | 4.732                   |                                    |

Hertil kom Hvedstrup Sogn med byen Herringløse. Sognet var en del af Hvedstrup-Fløng sognekommune, der havde 3.170 indbyggere. Fløng Sogn kom til Høje-Tåstrup Kommune, hvor Fløng er en bydel i Hedehusene.

## Sogne
Gundsø Kommune bestod af følgende sogne, alle fra Sømme Herred:
- Gundsømagle Sogn
- Hvedstrup Sogn
- Jyllinge Sogn
- Kirkerup Sogn
- Ågerup Sogn

## Borgmestre[2]
| Periode   | Navn              | Parti                                             |
| --------- | ----------------- | ------------------------------------------------- |
| 1970-1974 | Aksel Skotte      | Venstre                                           |
| 1974-1982 | Aksel Pedersen    | Venstre                                           |
| 1982-1986 | Eskil Nielsen     | Venstre                                           |
| 1986-1990 | Arne Sloth        | Det Konservative Folkeparti, Centrum-Demokraterne |
| 1990-1994 | Erling Bjergbakke | Socialdemokratiet                                 |
| 1994-2002 | Jens Müller       | Det Konservative Folkeparti                       |
| 2002-2006 | Evan Lynnerup     | Venstre                                           |